# Laing's Nek
Le Laing's Nek ou col de Laing est un col de montagne routier et ferroviaire qui relie la ville de Volksrust au Mpumalanga (au nord) à Newcastle au KwaZulu-Natal (au sud) en Afrique du Sud.

## Géographie
Situé dans les montagnes du Drakensberg, il permet le passage du plateau du Transvaal au nord vers la vallée de la Buffalo River au sud. Le col est emprunté par une route nationale qui fut longtemps partie de l'itinéraire privilégié pour les liaisons entre Durban et Johannesbourg. Une voie de chemin de fer fut aussi inaugurée en 1891.

## Histoire
L'endroit est célèbre car la plupart des actions décisives de la Première Guerre des Boers se déroulèrent dans les environs, dont la Bataille de Laing's Nek qui se tint le 28 janvier 1881. La bataille finale se tint à Majuba Hill à peu de distance.
Lors de la seconde guerre des Boers, les Britanniques pénétrèrent dans le Transvaal en passant par Laing's Nek le 15 juin 1900.